# 강민 (가수)
강민(본명: 노강민)(한국어: 강민)
(영어: KANGMIN) (1999년 9월 5일 ~ )은 대한민국의 가수이자 대한민국의 보이 그룹 로미오의 막내이자 서브래퍼와 리드댄서를 맡고 있다.